# Госпина батарија
Госпина батарија је главна тврђава коју је саградила Аустрија почетком 19. века у граду Вису и назвала ју Леварман. Када су Италијани окупирали острво преименована је у Batteria della Madona, а данас се назива Госпина батарија. Тврђава је имала батерију од осам топова смештених на високом насипу обзиданом каменим зидом. Испод насипа су се налазила складишта и затвори. У вишкој бици 1866. италијанска оклопњача Formidabile којом је командовао адмирал Симоне Антонио Пекорет де Сент-Бон је упловила у вишку луку са још три мања брода и са тврђавом започела артиљеријску борбу која је завршила тако да се италијанска оклопњача запалила и морала је тако брзо да се повуче да ни сидро није успела извући.
Тврђава је опкољена јарком дубоким око два метра, а одбрамбени зидови су искошени и изграђени од обрађеног камена. Улаз у тврђаву налази се са источне стране, изграђен је лучно, са буњасто обрађеним каменом. У тврђаву се улазило преко покретног дрвеног моста, у пространо правоугаоно двориште на чијем крају се налази бунар за снабдевање водом. Са северне стране дворишта се налази висок насип обзидан високим косим зидом над којим су некада били смештени топови. Испод насипа је параболични камени свод са складишним просторима и затворима. Са јужне стране је главна зграда са приземљем и спратом у којој су били смештени команда острва и касарна за официре и војнике.
Данас је тврђава културни центар острва у којему се одржавају изложбе, позоришне представе, песничке вечери. У њој је смештена Археолошка колекција Issa, хидроархеолошка колекција, археолошко-етнографска и културноисторијска изложба. Експонати су предмети везани уз рибарство, бродоградњу, виноградарство, транспорт робе те модерну историју.